# WBIX
WBIX (1260 AM) – com a marca Nossa Rádio USA – é uma estação de rádio comercial em português brasileiro licenciada para Boston, Massachusetts, servindo a Grande Boston. De propriedade da Igreja Internacional da Graça de Deus, os estúdios da WBIX estão localizados no subúrbio de Somerville, em Boston, enquanto o transmissor da estação reside em Quincy, na margem sul do rio Neponset, perto da via expressa sudeste. Além de sua principal transmissão analógica, a WBIX está disponível online.

## História

### WNAC (1260 AM)
A estação fez sua primeira transmissão em 31 de julho de 1922, como WNAC, fundada pelo empresário de Boston, John Shepard III. Seu pai, John Shepard Jr., tinha uma rede de lojas de departamento em toda a Nova Inglaterra e viu o potencial do rádio para divulgar a si mesmo e suas lojas o suficiente para financiar o empreendimento de seu filho; Shepard também estabeleceu a WEAN em Providence, Rhode Island, um mês antes, em 2 de junho de 1922. A estação foi inicialmente promovida após assinar como "Shepard Radio Station"; não foi até setembro que as letras de chamada "WNAC" começaram a ser usadas.
A WNAC mudou o mostrador em seus primeiros dias e se estabeleceu em 1230 quilociclos alguns anos depois. Em 4 de janeiro de 1923, usando uma antena de 30 metros conectada por um varal ao telhado do prédio, a WNAC organizou a primeira transmissão de rede na história do rádio com a estação WEAF na cidade de Nova York.
Shepard lançou uma estação irmã para WNAC, WNAB, em 13 de maio de 1925. A WNAB tornou-se WASN (Air Shopping News) em 1 de fevereiro de 1927, uma experiência inicial com compras domésticas por rádio, na qual atualizações de 15 lojas de departamentos na Grande Boston foram ao ar em intervalos regulares ao lado de música de orquestra pré-gravada e ao vivo. A WASN também foi notável porque todos os locutores da equipe e a diretora do programa eram mulheres; embora o experimento tenha durado pouco devido a problemas técnicos, a maioria das funcionárias da estação continuou empregada na WNAC. Em 5 de julho, a estação se tornou WBIS (Boston Information Service), mantendo parte da programação de compras, mas misturada com "informações e conselhos úteis", além de música pré-gravada; a estação funcionava com horário limitado, das 8h às 10h e das 14h às 16h durante a semana. A WBIS fundiu totalmente as operações na WNAC em abril de 1928, e a estação era conhecida nos registros da FCC como "WNAC-WBIS" até 1933.
Em 1927, a WNAC tornou-se um dos dezesseis membros fundadores da CBS Radio Network e permaneceu como afiliada da rede CBS na década seguinte. Em 1929, a WNAC mudou-se para novos estúdios dentro do Hotel Buckminster, com entrada pelo lado da Brookline Avenue (21 Brookline Avenue), local que serviu como sede da estação nas quatro décadas seguintes.
Entre fevereiro de 1929 e julho de 1930, Shepard também lançou a The Yankee Network, com a WNAC como carro-chefe; era uma rede regional que servia estações de rádio em toda a Nova Inglaterra e foi pioneira na cobertura de notícias de rádio. Por muitos anos, a Yankee Network foi considerada uma das melhores operações de rádio local/regional do país, a WNAC e a estação sucessora WNAC (680 AM) serviriam como carro-chefe da rede até seu fechamento em 1967.
Em 1931, Shepard comprou uma segunda estação de Boston, WAAB, que se tornou afiliada da Mutual Radio Network em 1935, um ano após a formação da MBS. Ele também lançou uma segunda rede regional, "The Colonial Network", com a WAAB como sua principal estação. Fora de Boston, a programação ianque e colonial geralmente era ouvida na mesma estação. Além disso, a Colonial levava a programação da Mutual para suas afiliadas. Entre eles, Yankee e Colonial levaram jogos em casa dos times de beisebol Boston Red Sox e Boston Braves, bem como do time de hóquei Boston Bruins.
O ano de 1935 também viu a contratação de Fred B. Cole, um jovem locutor que passaria mais de 50 anos no ar, a maioria deles em Boston em várias emissoras. Cole trocou a WNAC pela rede de rádio e voltou para Boston na WHDH (850 AM) em 1946.
Em 1937, a WNAC tornou-se afiliada da NBC Red Network depois de perder a CBS para a WEEI (590 AM). Quatro anos depois, a frequência da WNAC mudou para 1260 quilociclos. Em 1942, para cumprir os regulamentos anti-duopólio estabelecidos pela Comissão Federal de Comunicações, a WAAB foi transferida para Worcester, cerca de 40 milhas a oeste de Boston. Ao mesmo tempo, a WNAC perdeu a afiliação da NBC Red Network para a WBZ. Com a mudança da WAAB para fora de Boston, a WNAC assumiu a afiliação mútua. A Colonial Network também foi fechada, com Yankee retomando muitos de seus programas; em outras partes da Nova Inglaterra, no entanto, a única mudança para algumas das antigas programações da Colonial foi nos períodos desses programas.
Em dezembro de 1942, a Winter Street Corp., holding dos interesses da família Shepard - incluindo a WNAC e a Yankee Network - anunciou que seria vendida para a The General Tire & Rubber Company por US$ 1,24 milhão. A Winter Street era controlada por fundos constituídos por dois dos filhos do fundador John Shepard Jr.: John Shepard III (gerente geral da WNAC e Yankee); e Robert Shepard, que administrou a loja de departamentos restante da família em Providence; as transações e o fechamento da localização da Shepard Stores em Boston em 1937 foram vistos como uma estratégia para converter os ativos do Shepard mais velho em dinheiro. John Shepard III permaneceu com a estação como gerente geral sob um contrato de cinco anos. Filho do presidente da General Tire, William F. O'Neil, William M. O'Neil, Jr. já possuía e operava a WJW (850 AM) em Akron/Cleveland desde 1940, mas o fazia independentemente de seu pai e do fabricante.
Mais tarde naquele mesmo mês, a FCC aprovou a transação após garantir uma declaração do presidente da General Tire de que "nenhum negócio melhor" seria oferecido à empresa de pneus para comprar "tempo, instalações e serviços" nas estações da Yankee Network, e que a General Tire "nunca" usaria sua propriedade para obter uma vantagem publicitária injusta sobre os concorrentes. Cerca de 40 anos depois, a empresa foi forçada a sair da transmissão por motivos que incluíam acordos comerciais recíprocos ilegais. Além da WNAC e das duas redes, a venda incluiu a WEAN, WAAB, WICC em Bridgeport, Connecticut; e estações FM experimentais em Paxton, Massachusetts, e Mount Washington, New Hampshire.
Em 1947, a FCC negou um pedido para permitir que a WNAC passasse para 1200 kHz e aumentasse sua potência, usando um transmissor direcional de 50.000 watts.

### WVDA
Em maio de 1953, a General Teleradio - então o nome da divisão de transmissão da General Tire - vendeu a WNAC para Vic Diehm and Associates, Inc., por US$ 125.000. Ao mesmo tempo, comprou a WLAW (AM 680) e a WLAW-FM (FM 93.7), ambas licenciadas para Lawrence, Massachusetts, de Hildreth and Rogers por US$ 475.000. A General Teleradio então renunciou à licença 93.7, pois manteve sua propriedade FM existente, a WNAC-FM (98.5). Em 17 de junho de 1953, a General Teleradio mudou as letras de chamada de WLAW para WNAC e mudou o antigo formato de 1260 AM para lá. O pessoal dentro e fora do ar foi realocado ao mesmo tempo. Com efeito, a nova WNAC (680 AM) licenciada para Lawrence tornou-se a sucessora da antiga WNAC (1260 AM) licenciada para Boston. Por esse motivo, essa transação é frequentemente considerada uma "mudança" da WNAC de 1260 para 680. A Vic Diehm and Associates posteriormente mudou as chamadas da 1260 AM para WVDA e lançou um novo formato na estação, usando os antigos estúdios da WLAW no Hotel Bradford em Boston.
A maior parte da programação da WVDA era da ABC Radio Network, com alguma programação local. Entre eles estavam alguns shows de DJ e, por um breve período em meados da década de 1950, um bloco de notícias matinais de 3 horas.

### WEZE
A estação foi vendida em 1957 para a Great Trails Broadcasting Corp., de propriedade do ex-secretário de Comércio da administração Truman, George Sawyer, por US$ 252.000. Tornou-se WEZE, uma afiliada da NBC Radio Network. A estação transmitia a maioria dos programas de rádio da NBC e alguns shows de DJs locais com músicas mais suaves.
Em 19 de outubro de 1959, a WEZE iniciou um belo formato de música, marcado como "The Wonderful World Of Music", que visava ouvintes mais velhos. A estação programava música em blocos ininterruptos de um quarto de hora durante o dia (blocos de meia hora à noite) e continuou a servir como afiliada da NBC Radio de Boston até 1966. Transmitia noticiários de hora em hora, alguns programas especiais, eventos especiais de notícias, mas muito pouco do serviço de fim de semana Monitor da rede. Durante os dias do "Wonderful World Of Music", os locutores ao vivo falavam apenas a cada quinze minutos, para acompanhar o que havia sido tocado durante o quarto de hora anterior, ler comerciais e fornecer atualizações do tempo.
Em sua autobiografia, o comediante George Carlin descreve suas experiências como disc jockey na estação. Ele foi demitido depois de pegar a caminhonete da estação de notícias para Nova York para comprar maconha, deixando a estação incapaz de cobrir um motim em uma prisão. Carlin escreveu que outro futuro comediante, Jack Burns, também trabalhou lá como locutor e apresentador na estação durante esse tempo. Embora com apenas 5.000 watts, a WEZE foi uma das estações de rádio mais bem avaliadas de Boston durante a maior parte da década de 1960. Então, o belo formato de música fez um grande sucesso no FM, desviando os ouvintes do sinal AM da WEZE.
Por muitos anos, os estúdios da WEZE foram localizados no andar térreo do Statler Office Building perto da Park Square de Boston, com uma janela panorâmica na esquina das avenidas St. James e Columbus, permitindo que os transeuntes vissem o locutor trabalhando no estúdio.
No outono de 1972, a WEZE mudou o formato para um som de rock 'n roll oldies com DJs de personalidade ao vivo. Isso foi ajustado em meados de 1973 pelo diretor do programa Steve Hunter e pelo consultor Kent Burkhardt para incluir sucessos pop/rock atuais também. Conhecida como "Z 1260", a WEZE estava então em competição direta com as 40 principais estações AM WRKO (680 AM), WMEX (1510 AM) e WVBF (105,7 FM, agora WROR-FM). Talvez o locutor mais conhecido durante esse período tenha sido Alan Colmes, que substituiu Chuck Kelly no drive matinal e que mais tarde coapresentou um talk show com Sean Hannity no Fox News Channel da TV a cabo. Em março de 1974, o formato da WEZE foi modificado novamente para uma abordagem mais MOR/personalidade.
De agosto de 1975 até o início de 1977, a WEZE tentou o "The Wonderful World Of Music" novamente (que muitas vezes era rotulado de "The Easiest Sound In Tow" em anúncios de jornal, outdoors e comerciais de televisão). Como os rádios FM ainda não eram difundidos nos automóveis, a gerência da estação esperava que as pessoas que ouvissem estações FM fáceis de ouvir como WJIB (96,9 FM, agora WBQT) em casa ou no trabalho ouvissem a WEZE em seus rádios de carro somente AM enquanto dirigindo. O renascimento teve muito pouco sucesso, já que o público de "bela música" mudou em grande parte para FM.
No início de 1977, a WEZE se tornou uma das primeiras estações a programar o que agora pode ser chamado de álbum alternativo adulto. Este formato, promovido como "AlbuM 1260" (estilizado para denotar sua frequência como "AM 1260"), continuou até a venda da estação em 1978 para a New England Continental Media.
A New England Continental Media, que logo se tornou o Salem Media Group, instituiu um formato religioso. Inicialmente, a programação religiosa da WEZE consistia em música cristã contemporânea, características cristãs, ensino e pregação; metade da programação da estação era dedicada à música. Embora fosse uma estação religiosa, a estação continuou a operar comercialmente. Em meados da década de 1980, os talk shows cristãos locais substituíram algumas das horas da programação musical durante a semana. Nos anos posteriores, mais programas de ensino foram adicionados para substituir as horas restantes de música durante a semana; depois de 1984, a WEZE só tocava música inspiradora nos fins de semana por algumas horas.

### Anos posteriores
A Salem exerceu uma opção para adquirir a WBNW (590 AM) no outono de 1996 e, naquele dezembro, iniciou uma transmissão simultânea que resultou na mudança das letras de chamada e programação da WEZE para 590 kHz. Após uma transmissão simultânea em ambas as frequências, 1260 tornou-se WPZE "Praise 1260" em fevereiro de 1997. O formato da Praise 1260 incluía programas que a Salem não tinha tempo para ir ao ar na WEZE, junto com cerca de 6 horas por dia de música cristã rítmica. Isso consistia em louvor e adoração otimistas, música da igreja, gospel e cortes suaves de AC Christian. No entanto, em julho, a Salem vendeu a estação para a Hibernia Broadcasting, que a mudou para a Radio Disney em 21 de novembro. para transmissão simultânea da WEZE). A estação mudou suas letras de chamada para WMKI no final de dezembro de 1999 e foi vendida em um acordo de grupo para a ABC, Inc., proprietária da Radio Disney, em 2000.
Em 13 de agosto de 2014, a Disney colocou à venda a WMKI e 22 outras estações da Radio Disney, para se concentrar mais na distribuição digital da rede Radio Disney. Em 5 de junho de 2015, a Disney entrou com um pedido de venda da WMKI de volta a Salem Media Group. A Salem comprou a estação por US$ 500.000. Ao retomar o controle, a Salem mudou WMKI para WBIX, letras de chamada que haviam sido usadas anteriormente na 1060 AM (agora WQOM) de 2001 a 2010. A FCC aprovou a venda em 4 de agosto de 2015. Como resultado, a estação descontinuou sua afiliação com a Radio Disney. Ficou fora do ar de 12 a 15 de agosto. A venda foi concluída em 10 de setembro, e a estação ficou fora do ar novamente até 14 de setembro. A WBIX então mudou para um formato de conversa conservador, um formato que a Salem havia programado no mercado na WTTT (1150 AM, agora WWDJ) de 2003 a 2008.
A WBIX foi marcada como "The Buzz", embora muitas das outras estações de conversa conservadoras da Salem sejam marcadas como "The Answer". Ela transmitia talk shows sindicados da Salem Radio Network, incluindo Hugh Hewitt, Mike Gallagher, Michael Medved, Larry Elder, Eric Metaxas e Dennis Prager, e programas de negócios, incluindo Ray Lucia da Business Talk Radio Network. Os fins de semana incluíam repetições de programas durante a semana, bem como "Money Talk" com Bob Brinker e um programa de viagens com Rudy Maxa. As notícias no início de cada hora vinham de Townhall.com e Salem Radio News (SRN).
Em 3 de janeiro de 2018, a Salem concordou em vender a WBIX para a Igreja Internacional da Graça de Deus por US$ 685.000; os novos proprietários começaram a programar a estação sob um acordo de marketing local em 8 de janeiro. Naquela época, a estação mudou para o formato de língua portuguesa, com a marca "Nossa Rádio USA". A programação da Nossa Rádio era ouvida na WMVX (1570 AM, agora WUBG) antes de 2017. A venda foi concluída em 20 de junho de 2018.